# سوگو کازوماسا
سوگو کازوماسا (به ژاپنی: 十河 一存 Sogō Kazumasa)، سوگو کازوناری (十河 和也) ; تاریخ ورودی نامعتبر است – ۲ آوریل ۱۵۶۱) سامورایی اهل ژاپن و از خاندان میوشی و چهارمین پسر میوشی موتوناگا، دایمیوی ولایت کاواچی بود. پسر وی میوشی یوشیتسوگو فرزندخوانده برادر ارشد وی میوشی ناگایوشی شد و رهبری خاندان را پس از وی برعهده گرفت. برادر دیگر وی میوشی یوشی‌کاتا نام داشت.